# شبه جزيرة أديلايد

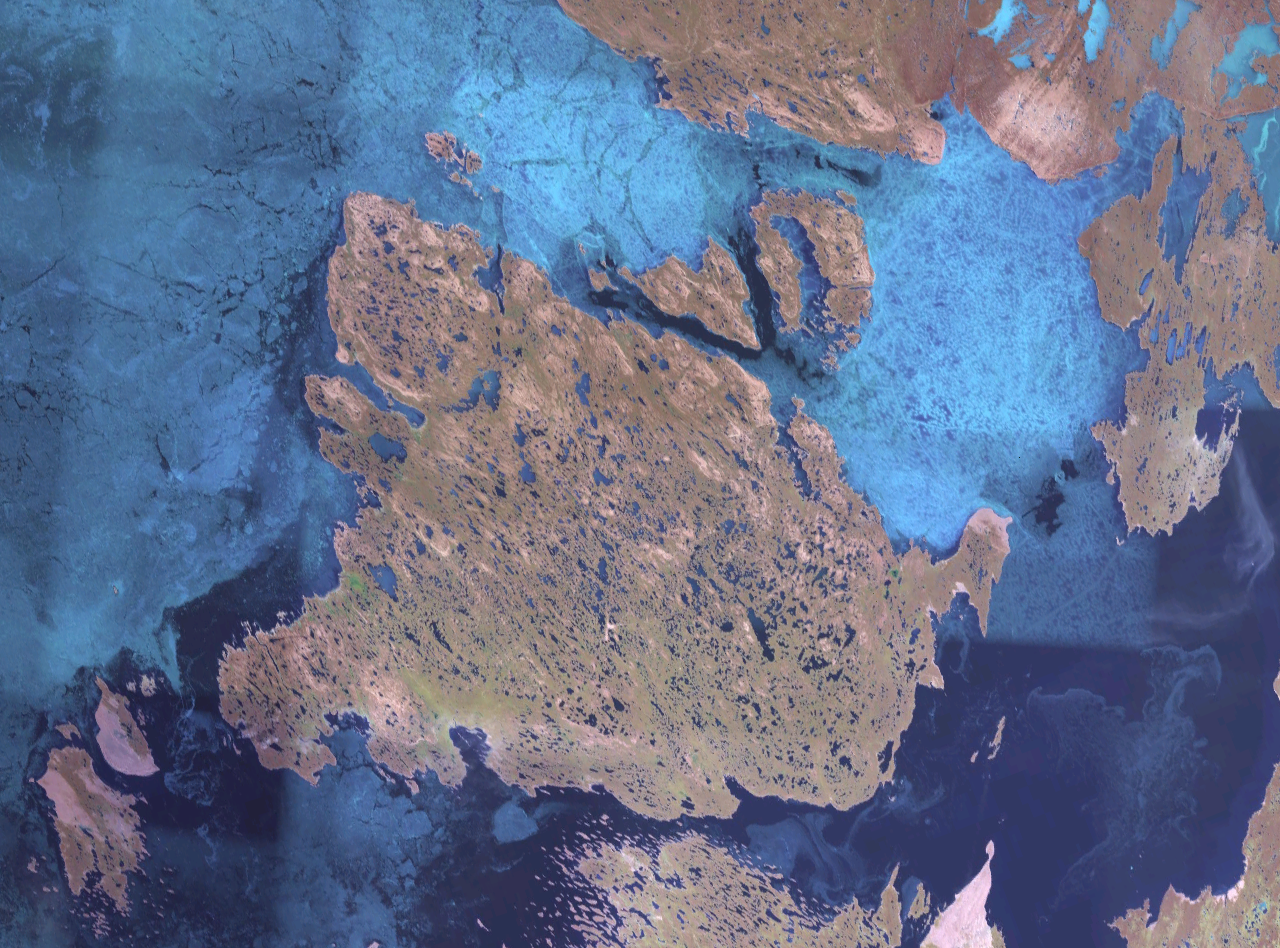

شبه جزيرة أديلايد (بالإنجليزية: Adelaide)‏ هو شبه جزيرة واسعة في نونافوت، كندا. وهي تقع في جنوب جزيرة الملك وليام. تحمل الاسم نفسه هو الملكة أديلايد، قرينة الملك ويليام الرابع من المملكة المتحدة.